# キャラコ

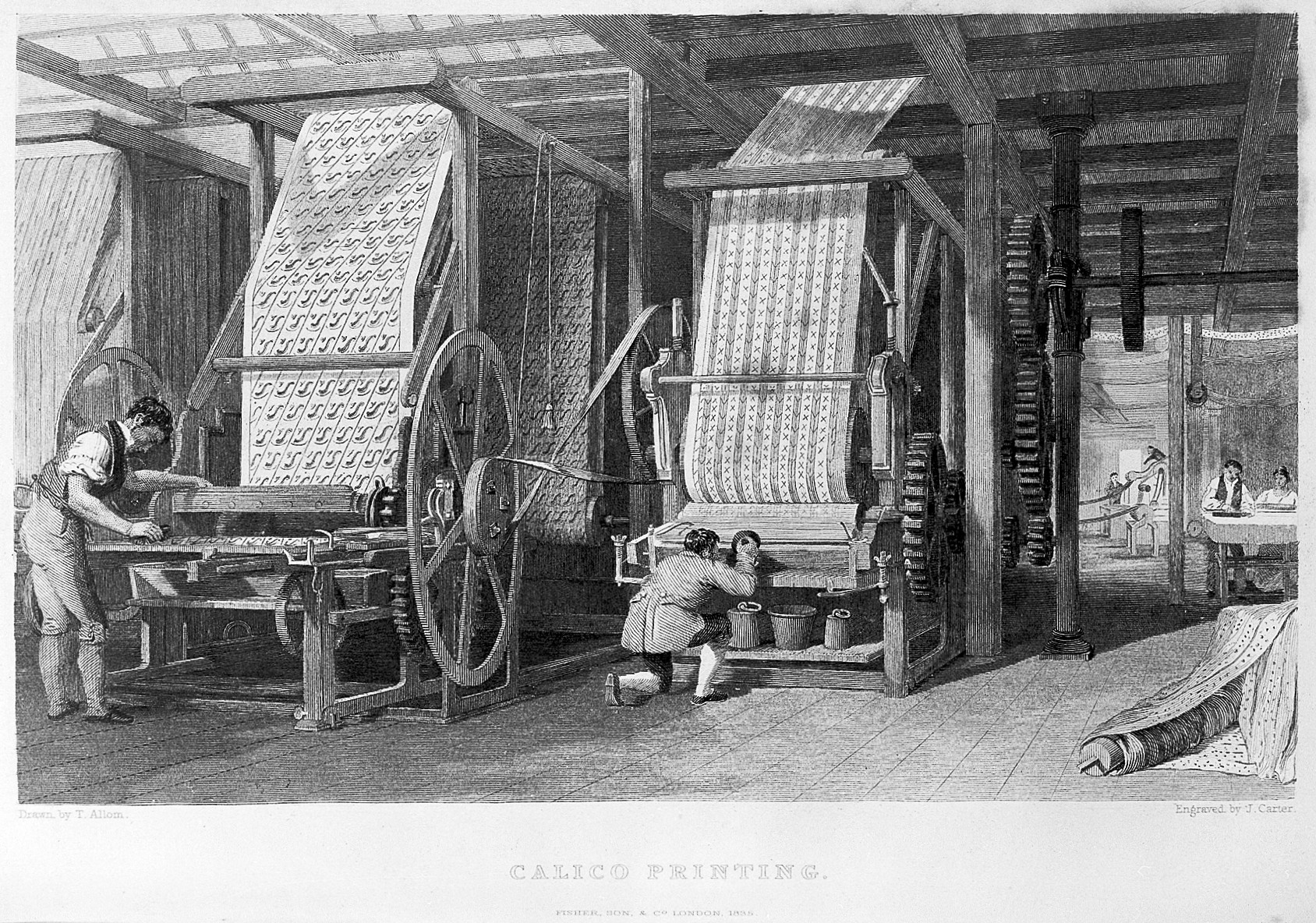
キャラコの染め出し

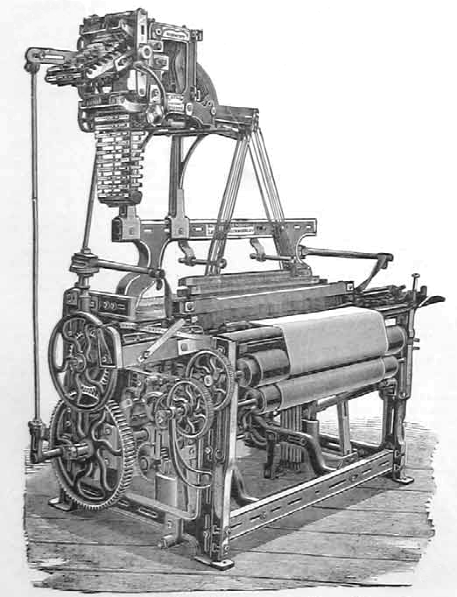
キャラコ織機

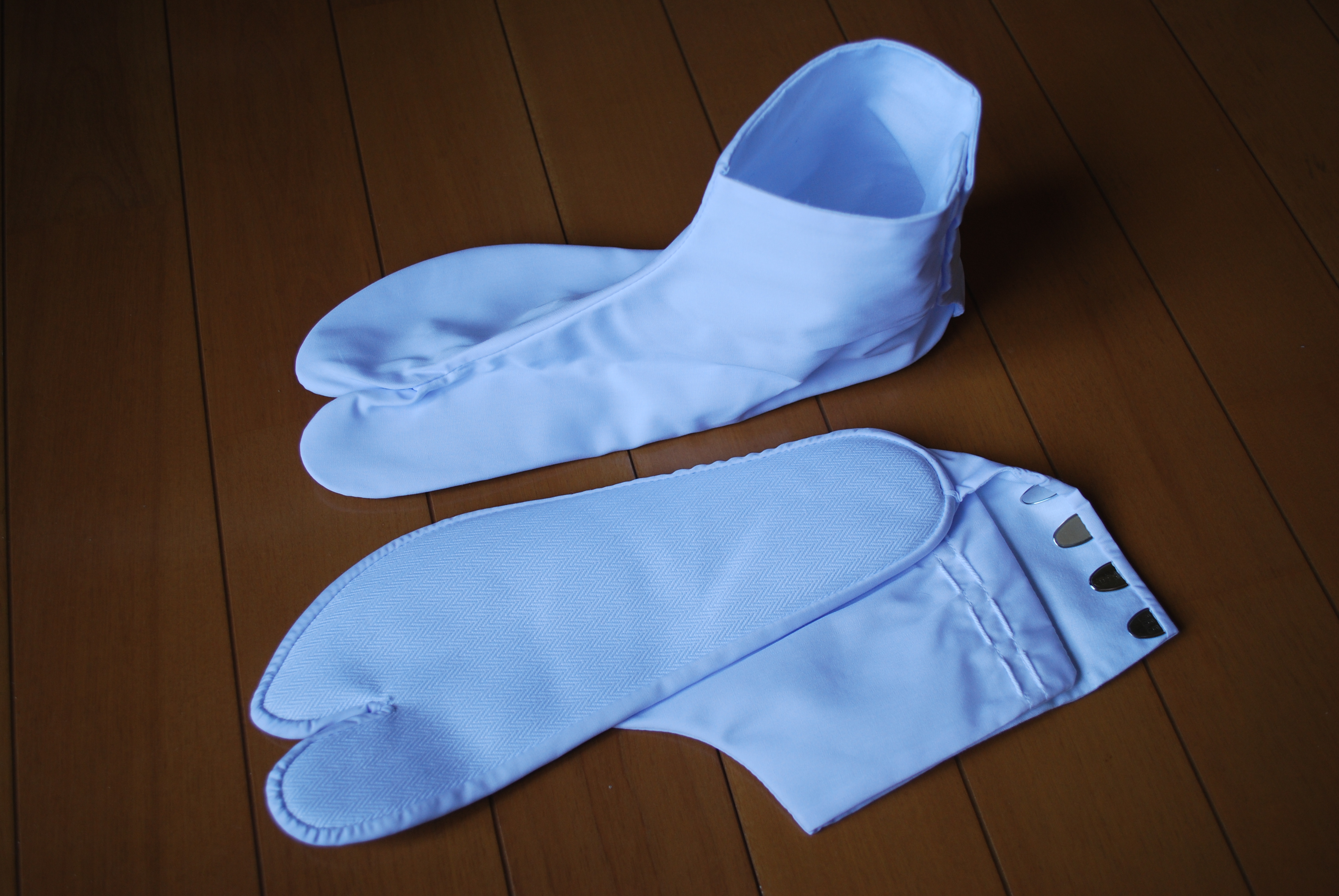
キャラコの足袋

キャラコまたはキャリコ（英語: calico）はインド産の平織りの綿布のこと。丈夫で実用的な布地で、シャツやハンカチーフ、足袋、カバーなどに用いられる。

## 歴史
インドは木綿の原産地といわれ、綿布は古くからインドの主要輸出品であり、ヴァスコ・ダ・ガマに始まるヨーロッパ人来航後も変わらなかった。
インド綿布はルネサンス時代にヨーロッパにもたらされたが、その軽さ、手触りの柔らかさ、あたたかさ、染めやすさなどによって爆発的な人気をよび、17世紀以後インドに進出したイギリス東インド会社はこの貿易によって莫大な利潤を得た。カリカット港から輸出された綿布は特に良質で、この積出港の名がなまってキャラコとよばれた。
この綿織物を国内で安く大量に作りたいという動機が、イギリスの発明家ジョン・ケイの飛び杼にはじまる技術革新を促し、産業革命の興起を招くこととなる。しかし、このことはインドの手工業者の職を奪い、腕利きの職人が大量に失業することを招き、カール・マルクスによって「職工夫の骨でインドの平原が白くなった」と形容されたほどの惨状を呈す結果となった。

## 日本のキャラコ
日本でも生産されている。日本で「キャラコ」と呼ぶ場合はインドとは逆に薄手で織り目が細かい糊付けした純白の木綿地を指し、主に足袋やステテコの材料として用いられる。
第二次世界大戦直後、物資の欠乏状態にあった日本では、宝くじの副賞として提供されたこともあった。